# Neopsittacus
Neopsittacus es un género de aves psitaciformes de la familia Psittaculidae. Agrupa a dos especies originarias de las selvas de Nueva Guinea.

## Especies
El género contiene dos especies que según el orden filogenético de la lista del Congreso Ornitológico Internacional son:
- lori montano grande - Neopsittacus musschenbroekii (Schlegel, 1871);
- lori montano chico - Neopsittacus pullicauda Hartert, 1896.